# 红花棒锤树
红花棒锤树（学名：Pachypodium baronii），又名巴氏棒錘樹、豪華棒锤树、豪華象鼻，是夾竹桃科下的一種開花植物。它們是粗壯的灌木，樹幹呈球狀或壺狀。頂上有多支圓柱形的樹枝。它們是馬達加斯加的特有種，生長在島內西部中生代石灰岩的低地落葉林內。

## 常態
巴氏棒錘樹粗壯，呈球狀或壺狀。樹幹呈亞球狀，基部較窄，長20-40厘米。樹幹頂突然收窄成1或多支樹枝，直徑4-8厘米，長30-50厘米，末端直徑收窄為3-4厘米。
巴氏棒錘樹一般高1-3.5米。樹皮呈淡灰色或灰綠色，表面光滑，但有時會保有一些樹葉痕。小枝長1.5-7厘米及闊0.8-1.5厘米，基部由成對的彎刺所覆蓋，刺長2-9毫米。小枝基部呈錐形，兩側扁平。初長的刺呈紅色及有軟毛，及後會變床深褐色及無毛。

## 葉子
巴氏棒錘樹的葉子只長在小枝端上。葉子有柄，柄呈紅綠色及長3-25毫米，柄上有毛。葉刃強韌，呈皮革質及中綠色。葉子上的中脈呈淡綠色，底部的呈較淡灰綠色及沒有毛。枯葉像紙質。葉子呈卵形或倒卵形或稍窄，長度為闊度的1.4-3倍，長3-18厘米及闊1.4-9厘米。葉子頂端成尖形，基部呈楔形至圓形。底部的中脈及二級脈非常明顯，共有15-30對二級脈，向頂端彎曲及與葉脈形成45-90°。三級脈呈網狀。

## 花序
巴氏棒錘樹的花序是有主軸及花梗的。花序密集，長16厘米，共有3-17朵花。花梗上只有一朵花，花梗呈淡綠色及圓柱狀，沒有毛，長7-20毫米及闊4-6毫米。苞片呈長方形，長5-11毫米及闊2-2.5毫米，外側有毛，內側無毛。

### 花朵
巴氏棒錘樹的萼片呈深綠色及卵形，底部共生約0.2毫米，到花朵成熟也不會脫落。萼片長2.5-6毫米及闊1.5-2.5毫米，頂端收窄，外側無毛至有稀疏的毛，內側無毛。

### 花冠
巴氏棒錘樹的花冠呈深紅色。花冠筒基部與花梗連合成為一個漏斗狀的圓柱體，呈淡綠色；上部外側呈綠紅色，外側呈淡黃色或淡綠色。這些顏色組合起來形成一個星星狀或環狀。圍繞它們的是深紅色的花冠喉，長2.5-4厘米。花冠喉呈一個闊的卵形，底部闊圓，逐漸向末端收窄，長15-23毫米。芽端頓圓。喉內有一軟毛帶，位於雄蕊的插入點之下4-7毫米處，直上喉口。喉口闊3-4毫米。花冠裂片呈闊卵形，長15-19毫米及闊11-17毫米，末端圓，邊緣有毛。

### 雄蕊
雄蕊頂端在花冠喉口4-4.5毫米之下，並於花冠筒0.47-0.6毫米處插入。雄蕊長1-1.4厘米。其上有花絲及花藥。花藥呈窄的三角形，長6-6.5毫米及闊1-1.3毫米。在其基部有軟毛。

### 雌蕊
雌蕊長12.5-14.5毫米。子房長2-2.5毫米、闊1.8-2.2毫米及高1.5毫米，沒有花盤覆蓋的部份有軟毛。花盤由五條腺所組成，其中2-4條完全或部份融合在一起。腺呈卵形及高1.7-2毫米，末端圓。花柱長9.3-11毫米，有稀疏的軟毛。雌蕊頭呈圓柱形，高1-1.3毫米。基部呈倒圓錐形，長0.5-0.65毫米及闊0.4-0.5毫米。雌蕊的中央部份呈環狀，長0.5-0.7毫米及闊0.6-0.7毫米。每一個心皮上約有50個卵子。

## 果實
巴氏棒錘樹的果實由2個分果組成。有時只會長出一個果實，在基部形成45-180°。有時在同一花序上會同時有花朵及果實。分果呈淡紅綠色，有橫紋；乾果外呈淡褐色至淡綠褐色，內側白色至淡褐色。果實長4-11.5厘米，闊1-2厘米，高0.7-1厘米。果實有毛，果皮厚1毫米。

## 種子
巴氏棒錘樹的種子呈淡褐色，邊緣中褐色。形狀呈卵形至橢圓形。頂端圓，底部頓，外種皮光滑。種纓呈稻草色及長1-1.5厘米。胚呈白色，長6毫米及闊5毫米。子葉呈卵形，長3-4毫米及闊2.5-3.5毫米。

## 生態
巴氏棒錘樹會在三種不同的基質生長，分別為陡斜的片麻岩、變質花崗岩及中生代石灰岩。片麻岩與變質花崗岩很難分辨，酸鹼度較低；石灰岩的酸鹼度則較高。由此可見它們的生長並不需要特定的地質環境。這些基質一般位於西部沙質的落葉林。它們喜歡陽光，但也能忍耐缺少陽光的日子。它們在海拔300-1200米處生長。附近一般會長艷桐草屬、蘆薈、麒麟花（Euphorbia milii）及燈籠草屬的掌上珠（Kalanchoe gastonis-bonieri）等。

### 種植
巴氏棒錘樹的種植基質是酸性的泥煤混和酸鹼度4的片麻岩砂。春天至秋天的溫度為12-40℃；冬天則是介乎12-20℃。它們需要較大的盆，且在種植4年後會不斷開花。在生長季節需要經常澆水，而在其他季節則减少浇水，避免烂根。扩繁方式主要为播种繁殖。

## 外部連結
- Eggli, Urs. Glossary of botanical terms with special reference to Succulent Plants. with German Equivalents (British Cactus & Succulent Society: United Kingdom: 1993) and
- TheFreeDictionary: terms
- Rapanarivo, S.H.J.V., Lavranos, J.J., Leeuwenberg, A.J.M., and Röösli, W. Pachypodium (Apocynaceae): Taxonomy, habitats and cultivation "Taxonomic revision of the genus Pachypodium," S.H.J.V. Rapanarivo and J.J. Lavranos; "The habitats of Pachypodium species" S.H.J.V. Rapanarivo; "Cultivation" W. Röösli. (A.A. Balkema: Rotterdam, Brookfield, 1999) [Rapanarivo et al.]
- Cactus Blog